# Wilhelm Rösch (Biathlet)
Wilhelm Rösch (* 18. März 1974) ist ein ehemaliger deutscher Biathlet und Sommerbiathlet.

## Karriere
Wilhelm Rösch vom WSV Clausthal-Zellerfeld war von 1985 bis 1997 im Winterbiathlon aktiv und erreichte als Jugendlicher u. a. einige vordere Platzierungen bei Deutschen Jugendmeisterschaften und war im Nachwuchskader des Deutschen Skiverbandes. Zwischen 1999 und 2006 nahm er fünfmal an Sommerbiathlon-Weltmeisterschaften in der Disziplin Crosslauf teil. 2000 war sein bestes Resultat in Chanty-Mansijsk ein 28. Rang in der Verfolgung, nachdem er im Sprint 31. war. Die besten Ergebnisse 2003 in Forni Avoltri erzielte er mit Platz 21 im Massenstart und Rang sechs in der Deutschen Männerstaffel mit Roman Böttcher, Michael Genz und Frank Röttgen. 2004 in Osrblie lief die Staffel Rösch, Sebastian Blecke, Frank Röttgen und Steffen Jabin auf den siebten Platz. Zudem wurde Rösch 16. im Sprint, 19. der Verfolgung und 18. im Massenstart. Seine letzte WM lief er 2006 in Ufa. Im Sprint kam er auf Platz 27, in der Verfolgung wurde er 19. Zudem nahm er am Sprintwettkampf auf Rollski teil, wo er Platz 15 belegte.
2013 gewann er bei den 16. IBU Masters World Championships in Kontiolahti/FIN sowohl im Sprint als auch im Einzelwettkampf jeweils die Goldmedaille in der Altersklasse M35. Danach folgten weitere Goldmedaillen in den Jahren 2014 und 2015. Bei den 19. IBU World Masters Championships 2016 gewann er erneuert den Sprintwettkampf. Von 2007 bis 2012 belegte er immer wieder vordere Platzierungen bei den IBU Masters World Championships.
Bei den Winter World Master Games vom 10.–19. Januar 2020 in Innsbruck/AUT gewann Rösch den Biathlon-Sprintwettkampf. Im Einzelwettkampf konnte er die Silbermedaille gewinnen. Mit der Deutschen Biathlonstaffel (Albert Staller, Wilhelm Rösch, André Scheer) belegte er in der AK 40–49 den 4. Platz.
Auf nationaler Ebene wurde Rösch 2004 Deutscher Meister im Sprint und gewann Bronze im Massenstart. Auch mit der Staffel gewann er den Titel. 2005 konnte er erneut den Titel mit der Staffel gewinnen und Dritter im Sprint werden. 2006 wurde er nochmals Vizemeister in Sprint und Massenstart. Mit der Langlaufstaffel gewann er 2003 die Niedersächsische Meisterschaft.
Nach seiner aktiven Karriere arbeitete er zuerst für den Biathlonverband der Niederlande sowie von 2007 bis 2012 als Geschäftsführer und Sportdirektor des Hessischen Skiverbandes. Seit 2012 ist Rösch beim Württembergischen Landessportbund als Kaufmännischer Geschäftsführer der Geschäftsleitung tätig. 2014 wurde er zum weiteren Geschäftsführer der Sport- und Jugendleiterschule Ruit GmbH benannt. Die GmbH wurde durch Betriebsübergang an den WLSB 2016 liquidiert.

## Belege
1. ↑  Die wichtigsten sportlichen Erfolge unserer WSV-Athleten von 1965 bis 2008. WSV Clausthal-Zellerfeld, 2009, archiviert vom Original (nicht mehr online verfügbar) am 16. Februar 2009; abgerufen am 22. Mai 2025.

| Personendaten    | Personendaten            |
| ---------------- | ------------------------ |
| NAME             | Rösch, Wilhelm           |
| KURZBESCHREIBUNG | deutscher Sommerbiathlet |
| GEBURTSDATUM     | 18. März 1974            |